# 涅梅里奇农村居民点
涅梅里奇农村居民点（俄语：Немеричское сельское поселение）是俄罗斯联邦布良斯克州佳季科沃区所属的一个农村居民点。其下辖有2个居民点，行政中心为涅梅里奇。据2015年统计，该农村居民点的人口为844人。